# Ніколашка
Ніколашка (також Ніколяшка) — холодна закуска, що вживається, як правило, з міцними напоями, і являє собою скибочку лимона, що півколом посипана дрібно меленою кавою та цукровою пудрою .

## Походження назви
Вважається, що назва закуски походить від імені імператора Миколи I, що її любив. Йому часто приписується і винахід ніколашки.
Згідно легенди, Микола I одного разу спробував справжній французький коньяк. Він здався імператору досить міцним, а під рукою виявилася лише часточка лимона. Згодом він багаторазово закушував коньяк лимоном і як-то раз запропонував спробувати своєму оточенню. Із тих пір процес заїдання міцних напоїв лимоном прижився і дійшов до наших днів.
Згідно іншої версії, закуска була винайдена в палацовій кухні Миколи II. Нібито саме там визначили, що найкращим чином букет коньяку відтіняється саме лимоном.

## Способи приготування
- Цукрова пудра і кава висипаються на лимонний кусочок окремо, півколом[3]. Цей варіант вважається класичним.
- Скибочка лимона посипається однорідною сумішшю цукрової пудри і кави[4].
- Замість цукрової пудри та кави можна використовувати чорну[5] та/або червону ікру.
- Замість кави можна використовувати шоколадну крихту[6].

## Супутні напої
Ніколашка, поєднуючи кислий, солодкий і гіркий смаки, є хорошою закускою до горілки. Часто стверджується, що це також хороша закуска до коньяку, однак лимон має дуже різкий смак, що забиває вишукану гаму хороших коньяків. Тим не менш, у країнах СНД склалася стійка традиція закушувати коньяк лимоном, тому для цих цілей часто використовується й ніколашка.